# 西藏自治区妇女联合会
西藏自治区妇女联合会，简称西藏自治区妇联，是中华人民共和国西藏自治区妇女儿童工作者组成的人民团体，是中华全国妇女联合会的地方组织，接受中国共产党西藏自治区委员会的领导。其最高权力机构是西藏自治区妇女代表大会。